# Loomis (Nebraska)
Loomis és una població dels Estats Units a l'estat de Nebraska. Segons el cens del 2000 tenia 397 habitants.

## Demografia
Segons el cens del 2000, Loomis tenia 397 habitants, 162 habitatges, i 110 famílies. La densitat de població era de 479 habitants per km².
Dels 162 habitatges en un 34,6% hi vivien nens de menys de 18 anys, en un 56,8% hi vivien parelles casades, en un 8% dones solteres, i en un 31,5% no eren unitats familiars. En el 29,6% dels habitatges hi vivien persones soles el 14,2% de les quals corresponia a persones de 65 anys o més que vivien soles. El nombre mitjà de persones vivint en cada habitatge era de 2,43 i el nombre mitjà de persones que vivien en cada família era de 3,03.
Per edats la població es repartia de la següent manera: un 28,2% tenia menys de 18 anys, un 8,6% entre 18 i 24, un 22,9% entre 25 i 44, un 27% de 45 a 60 i un 13,4% 65 anys o més.
L'edat mediana era de 38 anys. Per cada 100 dones de 18 o més anys hi havia 105 homes.
La renda mediana per habitatge era de 36.719 $ i la renda mediana per família de 47.000 $. Els homes tenien una renda mediana de 27.361 $ mentre que les dones 20.536 $. La renda per capita de la població era de 17.015 $. Aproximadament el 5,1% de les famílies i el 4,5% de la població estaven per davall del llindar de pobresa.

## Poblacions més properes
El següent diagrama mostra les poblacions més properes.